# Chiesa greco-ortodossa di Gerusalemme

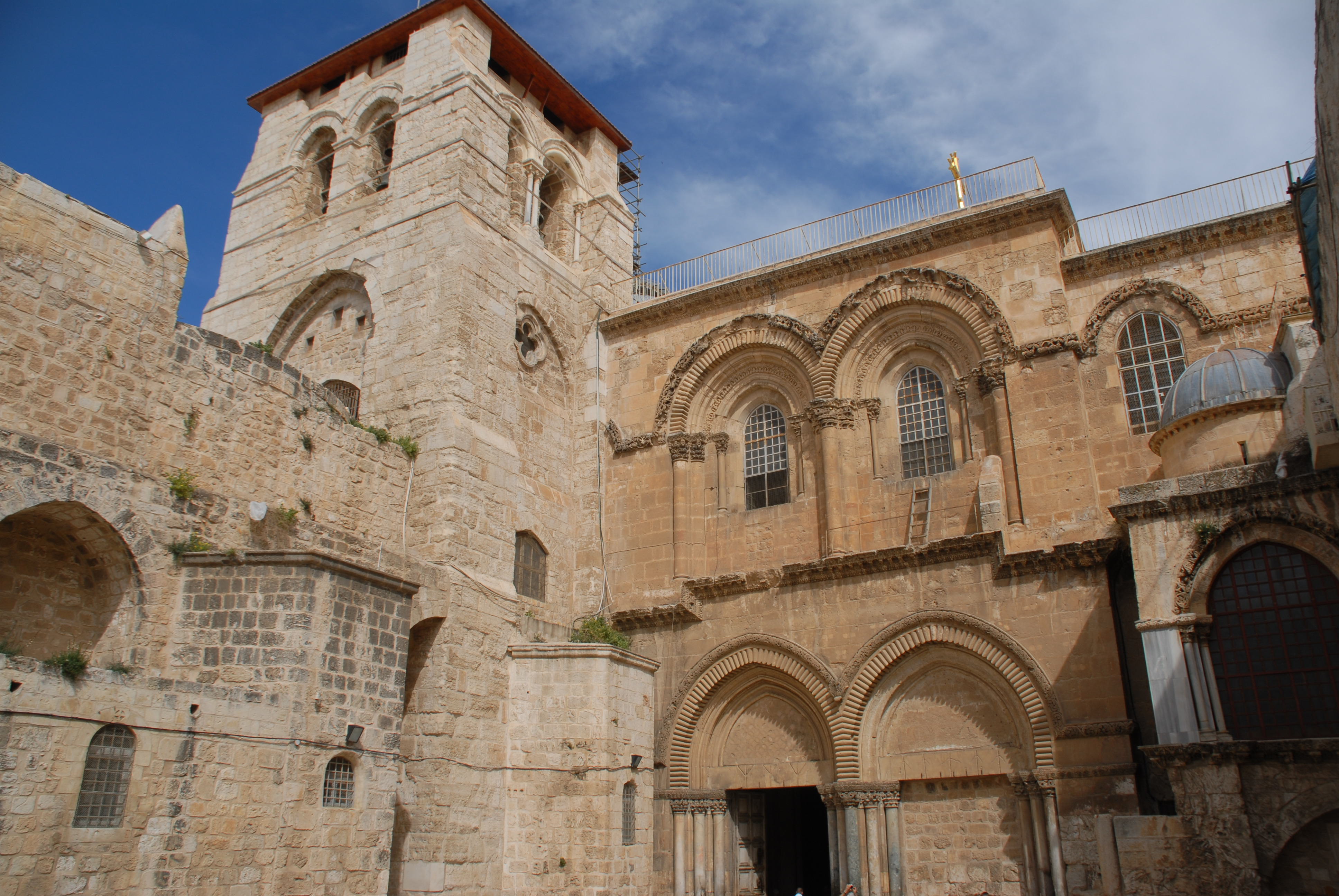
La Basilica del Santo Sepolcro

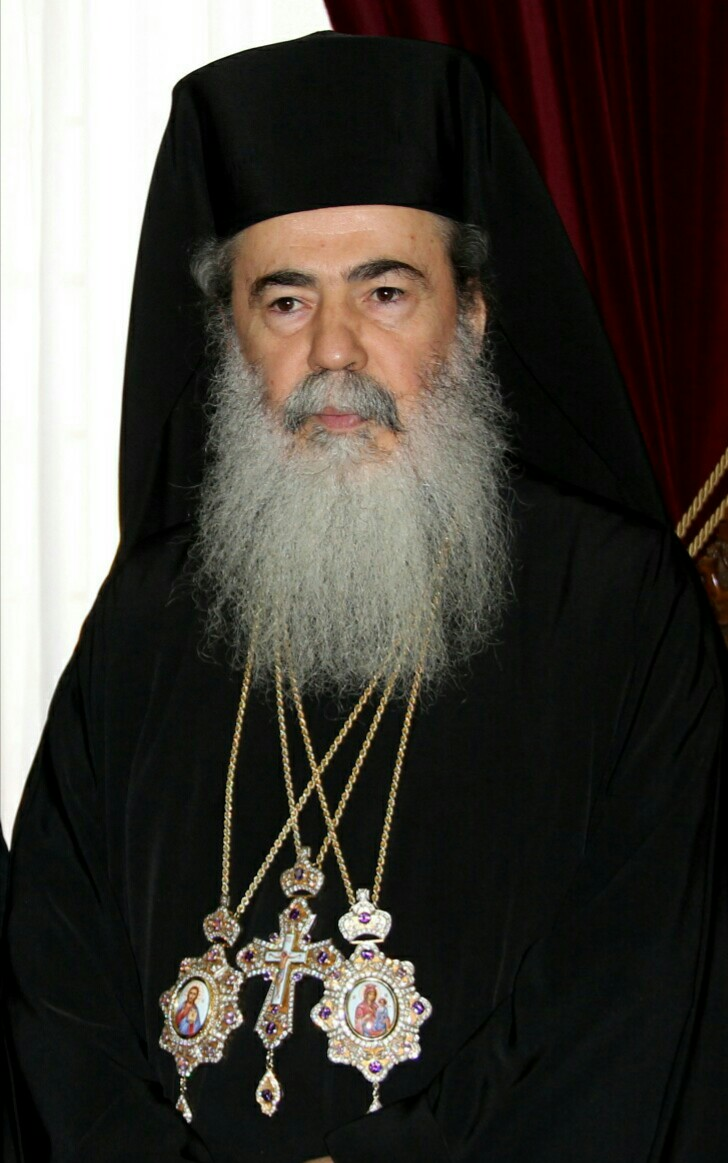
Teofilo III di Gerusalemme

La Chiesa ortodossa di Gerusalemme, nota anche come Patriarcato di Gerusalemme (in arabo بطريركية الروم الأرثوذكس في القدس‎?, Baṭriyarkiyyat ar-Rūm al-ʾUrṯūḏuks fī 'l-Quds; in greco Πατριαρχεῖον Ἱεροσολύμων?, Patriarcheîon Hierosolýmōn), è una chiesa greco-ortodossa autocefala con base in Medio Oriente. Occupa il quarto posto nel dittico delle chiese greco-ortodosse e riconosce al patriarca di Costantinopoli il titolo di "primo tra pari".
Alla Chiesa ortodossa di Gerusalemme spetta il titolo di "Chiesa madre" delle chiese cristiane di Gerusalemme. L'attuale patriarca, infatti, è il 140º successore di Giacomo il Giusto, il primo vescovo di Gerusalemme di cui si parla negli Atti degli Apostoli. Dunque è lui il successore diretto nella linea apostolica.
Anche se la grande maggioranza dei fedeli è costituita da arabi concentrati in Palestina e Giordania, il clero è dominato da greci, il ché ha comportato tensioni di tipo identitario. Ispirata alle iniziative di arabizzazione adottate dalla Chiesa greco-ortodossa di Antiochia, a partire dal XIX secolo la componente araba si è organizzata nel Movimento Ortodosso Arabo.

## Storia
La Chiesa di Gerusalemme, pur essendo la culla della cristianità, nei primi secoli non aveva goduto di particolari distinzioni, e fino al V secolo era rimasta una semplice sede suffraganea di Cesarea Marittima e dipendente dal patriarcato di Antiochia.
Prima comunità cristiana formatasi dopo la morte di Gesù, nel I secolo era considerata il più importante centro di riferimento spirituale dalle comunità cristiane dell'età apostolica. Nella liturgia di san Giacomo, considerato il suo primo vescovo, era celebrata come la "Santa e gloriosa Sion, madre di tutte le Chiese". Dopo il martirio di San Giacomo nel 62, le Guerre giudaiche portarono in primo piano le altre sedi apostoliche di Antiochia, Alessandria d'Egitto e Roma: fino al V secolo, Gerusalemme rimase una diocesi suffraganea di Cesarea Marittima, a sua volta dipendente dal patriarcato di Antiochia. 

L'Editto di Milano emanato da Costantino I (313) sulla libertà di culto nell'Impero romano segnò una ripresa dei pellegrinaggi a Gerusalemme. Il Primo Concilio di Nicea nel 325 riconobbe a Gerusalemme speciali privilegi ecclesiastici, ma non lo status di metropolia, il più alto esistente all'epoca per una sede episcopale.
Fu per merito del vescovo Giovenale che, nel Concilio di Calcedonia (451), la sede di Gerusalemme fu separata da Antiochia e dichiarata patriarcato. Durante la settima sessione, fu anche dichiarata Chiesa autocefala, indipendente da qualsiasi altro vescovo con più ampia giurisdizione. In questo modo l'intera provincia di Syria Palaestina, con 58 sedi vescovili, venne a far parte del nuovo patriarcato, che, nell'ordine delle gerarchie, occupava il quinto posto della cosiddetta Pentarchia, dopo Roma, Costantinopoli (eretta a patriarcato al Concilio di Efeso nel 431), Alessandria e Antiochia. Nei secoli successivi la Chiesa di Gerusalemme godette di un particolare splendore: furono costruite chiese e basiliche, e la sua terra fu meta di pellegrini ed eremiti.
In epoca bizantina, il patriarcato di Gerusalemme era costituito da tre metropolie facenti capo a Cesarea, Scitopoli e Petra.
Con l'invasione dei Persiani del 614 e con quella degli Arabi del 636, la Chiesa di Gerusalemme vide aprirsi un'epoca di declino e persecuzione. Il patriarca Zaccaria fu deportato in Persia, molti cristiani furono uccisi o fuggirono, e per anni la sede patriarcale rimase vacante.
Nel 1099 Gerusalemme fu liberata dai crociati e per tutto il tempo della durata del regno latino i cristiani godettero delle più ampie libertà. Il patriarcato dovette però subire la latinizzazione della sua chiesa: i crociati infatti instaurarono un patriarca latino che soppiantò quello greco, il quale dovette fuggire a Costantinopoli. Caduta Gerusalemme nel 1187 in mano agli arabi, il patriarca fece ritorno sulla sua sede, ma da questo momento le sorti della Chiesa palestinese saranno sempre più legate a quella di Bisanzio.
Nel 1517 la Palestina cadde in mano ai Turchi ottomani: da allora in avanti il patriarcato di Gerusalemme cessò di essere una Chiesa autonoma e per quattro secoli fu completamente sottomesso alla gerarchia greca di Costantinopoli. Segno di questa trasformazione fu l'instaurazione di una gerarchia greca che soppiantò quella araba locale: i patriarchi e gli altri metropoliti furono da questo momento greci.
All'inizio del XX secolo, in concomitanza con la fine del dominio turco e la nascita del protettorato inglese, il confronto fra gerarchia greca e il clero e i fedeli arabi degenerò in aspre dispute e in alcuni casi in lotta aperta.

## Organizzazione
Il patriarca ortodosso di Gerusalemme è assistito da un sinodo di 18 membri ed è scelto tra i membri di una confraternita monastica, la Fratellanza del Santo Sepolcro, che nel 2007 contava circa 90 religiosi di origine greca e quattro palestinesi. La sede del patriarcato si trova nella Basilica del Santo Sepolcro, dove sono la cattedrale e la cattedra patriarcale, il Catholicon.
L'attuale Patriarca è Teofilo III. Insediatosi il 24 novembre 2005, nel 2007 ha ricevuto il riconoscimento dello stato di Israele e il conseguente ritiro di quello della Giordania. Il precedente Patriarca, Ireneo I, deposto dal Santo Sinodo per l'alienazione indebita di immobili del patriarcato, non aveva riconosciuto la propria dimissione e l'elezione del successore ritenendo di essere il vero Patriarca.
La Chiesa greco-ortodossa in Terrasanta conta circa 200.000 fedeli in Israele , 150.000 nei Territori palestinesi, compresa Gerusalemme Est), e 150.000 nella diaspora distribuiti in un patriarcato e tre sedi arcieparchiali e nessuna sede suffraganea:
- Patriarcato ortodosso di Gerusalemme, da cui dipendono:
  - Arcieparchia ortodossa di Gerusalemme
  - Arcieparchia ortodossa di Nazareth
  - Arcieparchia ortodossa di Tolemaide (con sede ad Akko)

Il patriarca è rappresentato in Giordania da due vicari patriarcali ad Amman e a Irbet. Dipendente dalla Chiesa di Gerusalemme è il monastero di Santa Caterina sul monte Sinai: spetta infatti al patriarca di Gerusalemme consacrare il nuovo abate.
Importanti sono pure i monasteri: nel patriarcato se ne contano cinque fuori Gerusalemme e più di venti nella città santa.
Rappresentanze del patriarcato (chiamati esarcati patriarcali) sono stabilite ad Atene, a Istanbul, a Nicosia (Cipro) e a Mosca.